# Euscarthmus rufomarginatus
El tiranuelo flanquirrufo (Euscarthmus rufomarginatus), también denominado tachurí (en Paraguay) o barullero de lados rufos, es una especie de ave paseriforme de la familia Tyrannidae nativa del centro oriental de América del Sur.

## Distribución y hábitat
Se distribuye de forma muy localizada en el sur de Surinam (Sipaliwini), este y centro de Brasil (este de Pará y Tocantins hasta el centro de Bahía al sur hasta el sur de Mato Grosso, Mato Grosso do Sul, norte de São Paulo y Minas Gerais), norte y este de Bolivia y extremo noreste de Paraguay (Zanja Morotí, en Concepción).
Esta especie es considerada rara y local en sus hábitats naturales: las sabanas y cerrados, hasta los 1000 m de altitud.

## Estado de conservación
El tiranuelo flanquirrufo ha sido calificado como casi amenazado por la Unión Internacional para la Conservación de la Naturaleza (IUCN); se pensaba que su población, todavía no cuantificada, estaba declinando rápidamente como resultado de la destrucción de sus hábitats de cerrado. Sin embargo, diferente de muchas otras especies del cerrado, esta especie no se restringe a las tierras altas del Planalto Central, y también ocurre en enclaves de cerrado menos amenazados de la Amazonia. Por lo tanto, ahora se presume que su población esté decayendo menos rápidamente de lo que se creía anteriormente.

## Descripción
Es un pájaro pequeño y de larga cola que mide en total unos 11 cm de longitud. Sus partes superiores son de color pardo grisáceo. Su cara, garganta y pecho son blancos y el resto de sus partes inferiores blanquecinas, con excepción de sus flancos que son de color castaño rojizo. Suele presentar dos líneas color crema en cada ala.

## Sistemática

### Descripción original
La especie E. rufomarginatus fue descrita por primera vez por el ornitólogo austríaco August von Pelzeln en 1868 bajo el nombre científico Hapalocercus rufomarginatus; la localidad tipo es: «Calção de Couro  Río das Pedras, São Paulo, Brasil.»

### Etimología
El nombre genérico masculino «Euscarthmus» se compone de las palabras del griego «eu» que significa ‘bueno’ y «skarthmos» que significa ‘a saltos’; y el nombre de la especie «rufomarginatus», se compone de las palabras del latín «rufus» que significa ‘rojo’, ‘rufo’, y «marginatus» que significa ‘bordeado’.

### Taxonomía
La subespecie propuesta E. r. savannophilus Mees, 1968, de Surinam, parece ser inseparable de la nominal. Es monotípica.